# Альфред Мазенг
Альфред Мазенг Нало (помер 18 листопада 2004) — політичний діяч Вануату. З 1995 до 1996 року займав пост міністра закордонних справ країни. Був президентом Вануату упродовж двох періодів, приблизно по одному місяцю, 1994 й 2004 років.
Мазенг виконував обов'язки президента Вануату з 30 січня до 2 березня 1994, бувши спікером парламенту, після завершення терміну повноважень попереднього президента. 2004 року на президентських виборах Мазенг був одним із 32 кандидатів, для перемоги він потребував більшості у 2/3 голосів членів колегії виборщиків, які й обирають президента Вануату. Вибори почались 8 квітня, але цей тур, як і наступний, що відбувся 10 квітня, не приніс жодному з кандидатів необхідної кількості голосів. В четвертому турі голосування, 12 квітня, Мазенг завдав поразки урядовому кандидату Калкоту Матаскелекеле з результатом 41 голос проти 16, й одразу склав присягу. Його було усунуто з посту президента 11 травня того ж року Верховним Судом, який постановив, що вибори є недійсними через правило, що не дозволяє бути обраними особам, які притягались до карної відповідальності. Виявилось, що він був засуджений до покарання за корупцію та відмивання грошей.
Був членом консервативного франкофонного Союзу поміркованих партій. Помер у лікарні на півночі Вануату за кілька місяців після усунення від посади президента. Його вік і причина смерті не повідомляються.